# مارتن هايوود
مارتن هايوود (7 أكتوبر 1969 في أستراليا - ) (بالإنجليزية: Martin Haywood)‏ هو لاعب كريكت أسترالي.

## وصلات خارجية
- مارتن هايوود على موقع إي آس بي آن كريك إنفو (الإنجليزية)